# Список послов СССР и России в Исландии
В статье представлен список послов СССР и России в Исландии.

## Хронология дипломатических отношений
- 22—24 сентября 1926 г. — установлены дипломатические отношения. Непосредственно не реализованы и осуществлялись через Данию.
- 27 июля—4 октября 1943 г. — установлены прямые дипломатические отношения на уровне миссий.
- 24—26 ноября 1955 г. — миссии преобразованы в посольства.

## Список послов
| Срок полномочий                    | Посол                            | Годы жизни | Вручение верительных грамот  | Комментарии                               |
| ---------------------------------- | -------------------------------- | ---------- | ---------------------------- | ----------------------------------------- |
| СССР                               |                                  |            |                              |                                           |
| 9 декабря 1943 — 8 мая 1946        | Алексей Николаевич Красильников  | 1909—1979  | 19 марта 1944                | Посланник                                 |
| 8 мая 1946 — 24 сентября 1948      | Василий Арсентьевич Рыбаков      | 1908—      | 30 октября 1946              | Посланник                                 |
| 24 сентября 1948 — ?               | Иван Юдаевич Корчагин            |            |                              | Поверенный в делах                        |
| 27 января 1954 — 18 сентября 1958  | Павел Константинович Ермошин     | 1907—1989  | 11 мая 1954, 29 февраля 1956 | Посланник до 31 декабря 1955, затем посол |
| 18 сентября 1958 — 27 декабря 1963 | Александр Михайлович Александров | 1907—1983  | 14 октября 1958              |                                           |
| 27 декабря 1963 — 29 августа 1966  | Николай Кузьмич Тупицын          | 1910—1991  | 12 февраля 1964              |                                           |
| 29 августа 1966 — 4 июля 1970      | Николай Петрович Важнов          | 1909—1993  | 28 октября 1966              |                                           |
| 4 июля 1970 — 21 июня 1973         | Сергей Тимофеевич Аставин        | 1918—1996  | 14 сентября 1970             |                                           |
| 21 июня 1973 — 14 марта 1975       | Юрий Алексеевич Кириченко        | 1936—2017  | 23 августа 1973              |                                           |
| 14 марта 1975 — 16 июля 1979       | Георгий Николаевич Фарафонов     | 1919—1993  | 25 марта 1975                |                                           |
| 16 июля 1979 — 12 июля 1984        | Михаил Николаевич Стрельцов      | 1929—      | 2 августа 1979               |                                           |
| 12 июля 1984 — 24 ноября 1986      | Евгений Александрович Косарев    | 1919—2008  | 2 октября 1984               |                                           |
| 24 ноября 1986 — 25 декабря 1991   | Игорь Николаевич Красавин        | 1930—      |                              |                                           |
| Российская Федерация               |                                  |            |                              |                                           |
| 25 декабря 1991 — 2 марта 1992     | Игорь Николаевич Красавин        | 1930—      |                              |                                           |
| 18 марта 1992 — 2 апреля 1998      | Юрий Александрович Решетов       | 1935—2003  |                              |                                           |
| 2 апреля 1998 — 28 февраля 2002    | Анатолий Сафронович Зайцев       | 1939—      |                              |                                           |
| 28 февраля 2002 — 15 декабря 2005  | Александр Александрович Ранних   | 1949—      |                              |                                           |
| 17 апреля 2006 — 18 января 2010    | Виктор Иванович Татаринцев       | 1954—      |                              |                                           |
| 18 января 2010 — 6 марта 2014      | Андрей Васильевич Цыганов        | 1954—      |                              |                                           |
| 6 марта 2014 — 11 ноября 2020      | Антон Всеволодович Васильев      | 1954—      | 12 мая 2014                  |                                           |
| 11 ноября 2020 — 11 сентября 2023  | Михаил Викторович Носков         | 1965—      | 30 декабря 2020              |                                           |
| 11 сентября 2023 — настоящее время | Сергей Христофорович Андриашин   | 1974—      |                              | Поверенный в делах                        |